# 3703 Volkonskaya
Volkonskaya (asteróide 3703) é um asteróide da cintura principal, a 2,0194521 UA. Possui uma excentricidade de 0,1338702 e um período orbital de 1 300,38 dias (3,56 anos).
Volkonskaya tem uma velocidade orbital média de 19,50596545 km/s e uma inclinação de 6,73836º.
Este asteróide foi descoberto em 9 de Agosto de 1978 por Lyudmila Chernykh, Nikolai Chernykh.